# Landgrafenschlucht

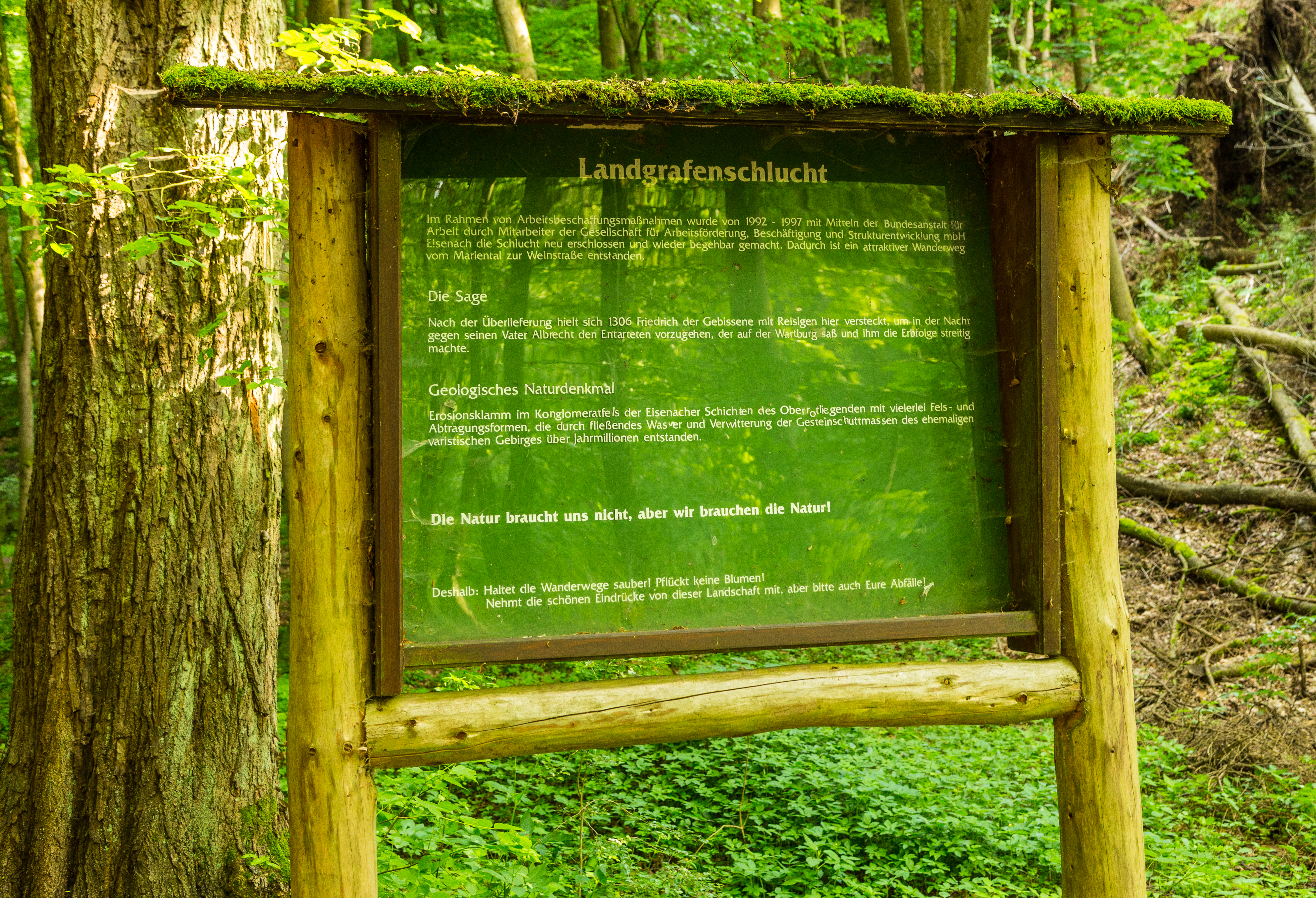
Infotafel zur Schlucht

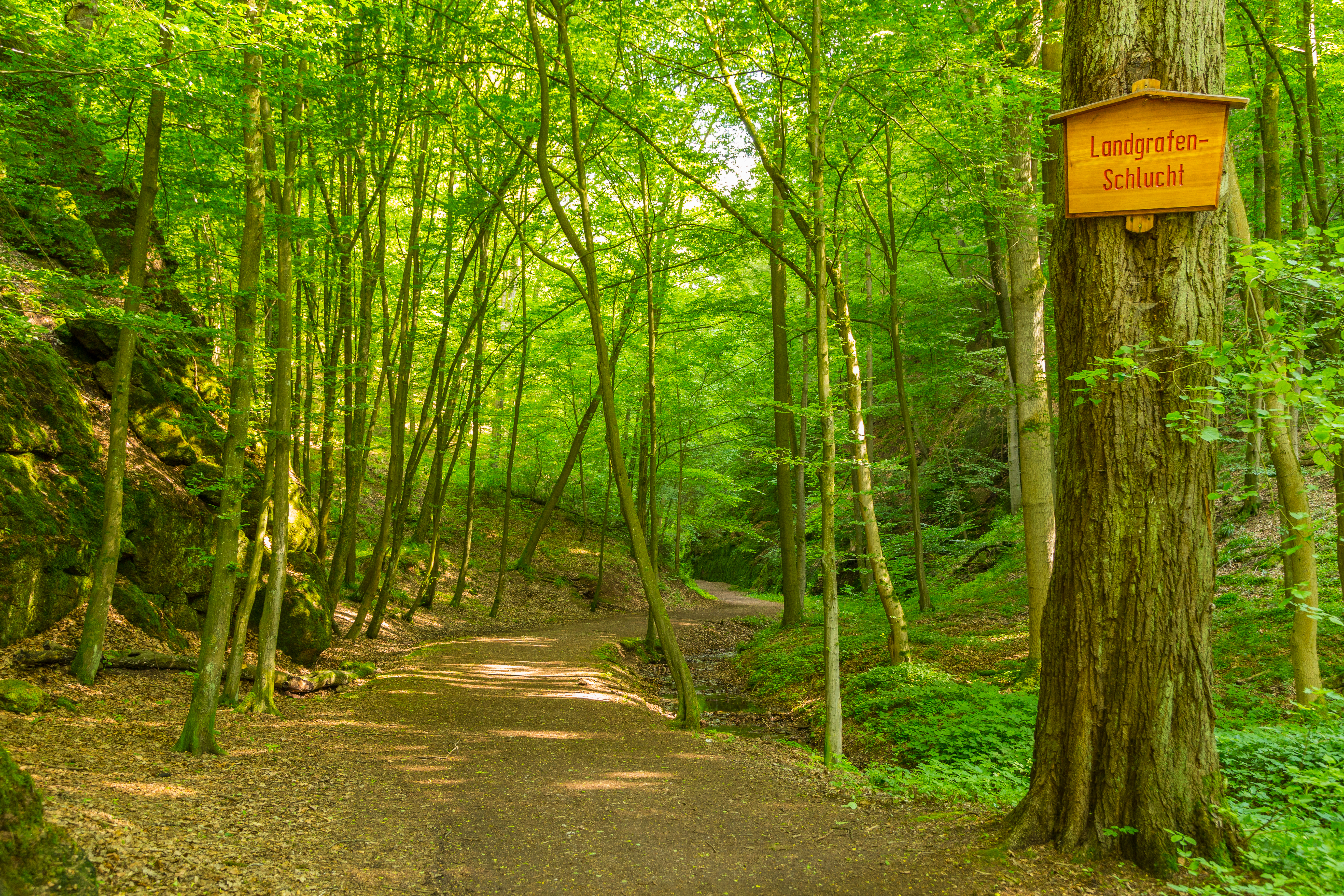
Eingang zur Schlucht

Die Landgrafenschlucht ist eine Klamm bei Eisenach im Wartburgkreis im Thüringer Wald im Naturschutzgebiet „Wälder mit Schluchten zwischen Wartburg und Hohe Sonne“.

## Lage
Die Landgrafenschlucht befindet sich südlich von Eisenach. Sie liegt östlich der B 19 von Eisenach in Richtung Gumpelstadt und Meiningen. Sie hat eine Länge von ca. 2,5 km.
Die Landgrafenschlucht bildet mit der östlich benachbarten Drachenschlucht ein vielbesuchtes Wanderziel. Beide Schluchten sind über einen Rundweg über die Hohe Sonne und den Rennsteig miteinander verbunden.

## Geschichte und Saga
Den Namen hat die Schlucht bekommen, weil sich der Überlieferung folgend 1306 Friedrich der Gebissene mit Reisigen in der Schlucht versteckt hielt, um gegen seinen Vater Albrecht den Entarteten zu agieren, der, auf der Wartburg sitzend, ihm die Erbfolge  streitig machte.
Zwischenzeitlich war die Schlucht verwildert und nicht mehr begehbar. In den Jahren 1992–1997 wurde die Schlucht durch Arbeitsbeschaffungsmaßnahmen wieder begehbar gemacht.

## Naturschutz und Naturdenkmal
Schon 1961 wurde das Waldgebiet zwischen Hohe Sonne und Wartburg als Naturschutzgebiet „Wartburg - Hohe Sonne“ ausgewiesen. Im Jahr 1977 wurde die Landgrafenschlucht zusammen mit der Drachenschlucht und weiteren Grotten als geologische Naturdenkmale unter Schutz gestellt. Das Naturschutzgebiet auf wurde auf 788 Hektar erweitert und 2015 unter dem Namen „Wälder mit Schluchten zwischen Wartburg und Hohe Sonne“ neu ausgewiesen. Die Landgrafenschlucht ist ein Totalreservat.